# Wappen der Provinz Gipuzkoa

Wappen der Provinz Gipuzkoa seit 27. März 1990

Die heutige Version des Wappens der Provinz Gipuzkoa wurde in der Norma Foral 6/1990 vom 27. März 1990 durch das Provinzparlament festgelegt. Damit kam ein am 2. Juli 1979 von der parlamentarischen Versammlung von Oyarzun angestoßener Prozess zur Änderung des Wappens zum Abschluss. Am 25. April 1983 beschloss dann das Plenum des Provinzparlaments die Änderung des seit 1937 geltenden Wappens, 1990 wurde die Änderung durch die erlassene Norma Foral fixiert.

## Beschreibung
In der Heraldik werden die Bezeichnungen rechts und links grundsätzlich aus der Sicht der Person verwendet, die den Schild vor sich her tragen würde, also entgegengesetzt zur Sicht des Betrachters.
Das Wappen der Provinz Gipuzkoa besteht aus einem goldenen Schild, in dem vor sieben blau-silbernen Wellenbalken im Schildfuß drei grüne Bäume in Reihe stehen. Auf dem Schild ruht eine goldene, edelsteingeschmückte Herzogskrone mit fünf sichtbaren, perlengeschmückten Blättern. Als Schildhalter fungieren zwei Wilde Männer mit blondem Bart- und Haupthaar, die silberne Lendenschurze tragen und sich mit den jeweils äußeren Armen auf braune Keulen stützen. Sie stehen auf einem silbernen Spruchband mit der schwarzen Inschrift in Latein: FIDELISSIMA BARDULIA NUNQUAM SUPERATA (Treuestes, niemals bezwungenes Bardulien).

## Herkunft der Wappenbestandteile
Die drei Bäume werden als Eiben beschrieben und sind seit dem ersten Wappen Gipuzkoas im 15. Jahrhundert als dessen Bestandteil überliefert. Sie stehen für die Reinheit der Abstammung der Einwohner Gipuzkoas. Der Überlieferung nach zogen die antiken Kantabrer es vor, sich mit dem Gift der Eibensamen zu vergiften, statt sich der Eroberung durch die Römer im Kantabrischen Krieg zu unterwerfen. Die Einwohner Gipuzkoas beziehen ihre Abstammung in direkter Linie auf das vorindoeuropäische Volk der Kantabrer, das jede Vermischung mit einem fremden Volk ablehnte. Die Wellen stehen für die Beziehung des Königreichs León und dann Spaniens zum Rest Europas über die Hafenstädte Gipuzkoas wie San Sebastián. Die Herzogskrone bezieht sich auf das alte Herzogtum Vasconia, das 602 im Kampf mit den Westgoten entstand und dessen Name im Sprachnamen Baskisch und in der französischen Landschaft Gascogne weiterlebt.
Die beiden Wilden Männer erscheinen seit 1513 im Wappen. Sie stellen vardulische Krieger dar, da die Vardulier, die von Strabon als Bardyetai erwähnt wurden, angeblich von den Römern nie besiegt wurden. Sie siedelten gemäß Plinius dem Älteren im Gebiet der Flüsse Zadorra und Deba (heutige Namen). Auf die Unbesiegtheit des Gebietes Varduliens (oder Barduliens), aus dem später Kastilien hervorging, spielt auch der aktuelle Wappenspruch an.

## Vorgängerversionen
- Am 21. Oktober 1936 wurden während der Zweiten Spanischen Republik im Dekret des Präsidenten der provisorischen Regierung von Euskadi, José Antonio Aguirre, das im Diario Oficial del País Vasco veröffentlicht wurde, aus dem Wappen von Gipuzkoa alle „Attribute, die für monarchische oder herrschaftliche Macht stehen oder brudermörderische Kämpfe auf baskischer Erde symbolisieren“, gestrichen. Es sollte nur noch ein aus vier Feldern bestehendes Wappen gelten, in dem die Eiben und Wellen Gipuzkoas im dritten Feld platziert wurden. Umrahmt wurde das Wappen von Zweigen der heiligen Eiche von Gernika.[7] Dieses Wappen verschwand mit der vollständigen Eroberung des Baskenlandes durch die Truppen von Francisco Franco im Oktober 1937.
- Vom 28. Februar 1513 bis zum Oktober 1936 und wieder vom Oktober 1937 bis zum 25. April 1983 besaß das Wappen Gipuzkoas drei Felder. Im rechten Oberfeld saß auf rotem Grund ein König mit Krone in seinen Gewändern auf einem goldenen Thron und hielt in der Rechten ein erhobenes Schwert. Im linken Oberfeld wurden gemäß einem von Königin Johanna I. von Kastilien, die seit 1504 zusammen mit ihrem Vater Ferdinand II. regierte, in Medina del Campo ausgestellten Privileg 12 goldene Kanonen auf rotem Grund hinzugefügt. Diese sollten die Treue und Tapferkeit der Bewohner Gipuzkoas würdigen, die in den Schlachten von Velate und Elizondo 1512 gegen die französischen Alliierten des Königreichs Navarra kämpften und große Teile ihrer Artillerie erbeuteten.[7] Im goldenen Unterfeld standen die Eiben und Wellen, die noch heute im Wappen zu sehen sind. Dieses Wappen erschien am 21. Oktober 1963 auf einer Briefmarke als Zweiundzwanzigste in einer Serie Escudos provinciales españoles.[8]
- Am 14. November 1466 nahmen die Generalräte der 1463 gegründeten Bruderschaft von Gipuzkoa erstmals ein Wappen und Siegel an. Es war wohl von Rot und Gold geteilt und zeigte im Oberfeld den König auf seinem goldenen Thron mit dem erhobenen Schwert, während im Unterfeld in Gold die drei grünen Eiben über Wellenbalken standen. Dieses Siegel war von der lateinischen Inschrift NOBILIS AC FIDELIS PROVINCIAE GUIPUZCOAE (Edle und treue Provinz Guipuzcoa) umgeben, die König Heinrich IV. von Kastilien der Provinz am 16. Februar 1466 in Segovia verliehen hatte. Ob es sich bei der Königsfigur um jenen Heinrich IV. oder um Alfons VIII., der im Vertrag von Guadalajara im Oktober 1207 das Gebiet von Gipuzkoa von Navarra errang, wird unter Historikern diskutiert.